# It Is Well with My Soul
It Is Well with My Soul is een gezang geschreven door Horatio Spafford later gecomponeerd op muziek door Philip Bliss. In de 19e en 20e eeuw zijn er veel mensen door dit lied geïnspireerd geraakt.

## Spaffords inspiratie
Dit gezang was geschreven na verscheidene traumatische gebeurtenissen in het leven van Spafford. Het eerste tragische moment was de dood van zijn enige zoon in 1871, deze werd opgevolgd door de grote Brand van Chicago die hem financieel trof (hij was een succesvol advocaat geweest). Vervolgens gebeurde in 1873 het volgende tragische in zijn leven. Hij zou voor zaken naar Europa, en stuurde zijn gezin op het S.S. Ville Du Havre vooruit. Tijdens de oversteek van de Atlantische Oceaan kwam het schip in botsing met een ander schip en zonk het zeer snel. Zijn vier dochters verdronken bij dit ongeluk, maar zijn vrouw Anna overleefde dit ongeval als een van de weinigen en zond hem een telegram met maar twee woorden: "Saved alone" ("Alleen gespaard"). Kort daarna, toen Spafford zelf per schip naar Europa reisde om zijn treurende vrouw te ontmoeten, werd hij geïnspireerd om deze woorden te schrijven op het moment dat zijn schip de plaats passeerde waar zijn dochters waren verdronken.
Het lied is in het Nederlands vertaald onder de titel " 't Zij vreugde mijn deel is" als nr. 264 opgenomen in de Zangbundel van Johannes de Heer. In 2020 kwam een vrije bewerking uit "U geeft rust in mijn ziel" die als nummer 855 is opgenomen in de bundel Opwekking.

## Tekst
It Is Well With My Soul

When peace like a river, attendeth my way,

When sorrows like sea billows roll;

Whatever my lot, Thou hast taught me to say,

It is well, it is well, with my soul.

Refrain:

It is well, with my soul,

It is well, with my soul,

It is well, it is well, with my soul.

Though Satan should buffet, though trials should come,

Let this blest assurance control,

That Christ has regarded my helpless estate,

And hath shed His own blood for my soul.

My sin, oh, the bliss of this glorious thought!

My sin, not in part but the whole,

Is nailed to the cross, and I bear it no more,

Praise the Lord, praise the Lord, O my soul!

And Lord, haste the day when my faith shall be sight,

The clouds be rolled back as a scroll;

The trump shall resound, and the Lord shall descend,

Even so, it is well with my soul.

Horatio Spafford